# 藍地站
藍地站（英語：Lam Tei Stop）是香港輕鐵的車站之一，代號350，屬單程車票第3收費區，共有2個月台。藍地站位於青山公路－藍地段旁近藍地。

## 車站結構

### 車站樓層
| 天橋              | 行人天橋 | 往返藍地 |   |  |
| 地面              | 出口     | 詠柏苑 |   |  |
| 地面              | 月台     | \| 側式 · 開左邊车门 \| \| \| \| \| \| \| \| 輕鐵610綫往元朗（泥圍） 輕鐵614綫往元朗（泥圍） 輕鐵615綫往元朗（泥圍） 輕鐵720綫往天榮（泥圍） 輕鐵751綫往天逸（泥圍） \| 1 \| \| \| \| 2 \| 輕鐵610綫往屯門碼頭（兆康） 輕鐵614綫往屯門碼頭（兆康） 輕鐵615綫往屯門碼頭（兆康） 輕鐵751綫往友愛（兆康） \| \| \| \| 側式 · 開左邊车门 \| \| \| \| \| |   |  |
| 地面              | 出口     | 青山公路－藍地段 |   |  |
| 側式 · 開左邊车门 |          | |   |  |
|                   |          | 輕鐵610綫往元朗（泥圍） 輕鐵614綫往元朗（泥圍） 輕鐵615綫往元朗（泥圍） 輕鐵720綫往天榮（泥圍） 輕鐵751綫往天逸（泥圍） | 1 |  |
|                   | 2        | 輕鐵610綫往屯門碼頭（兆康） 輕鐵614綫往屯門碼頭（兆康） 輕鐵615綫往屯門碼頭（兆康） 輕鐵751綫往友愛（兆康） |   |  |
| 側式 · 開左邊车门 |          | |   |  |

### 車站周邊
- 藍地
- 藍地菜站
- 妙法寺
- 妙法寺劉金龍中學
- 新慶村
- 屯子圍
- 富澤花園
- 詠柏苑
- 綠怡居
- 翠薈
- 怡廬
- 盈溢居
- 俊麗山莊
- 富華花園
- 豫豐花園

## 外部連結
- 港鐵公司 - 輕鐵及巴士服務 - 輕鐵街道圖（页面存档备份，存于）
- 港鐵公司 - 輕鐵及巴士服務 - 輕鐵行車時間表（页面存档备份，存于）